# El Muñoz
El Muñoz es un corregimiento ubicado en el distrito de Las Tablas en la provincia panameña de Los Santos. En el año 2023 tenía una población de 400 habitantes y una densidad poblacional de 13,4 personas por km².
Se conocen dos versiones del nombre, una habla de un árbol llamado muñoz y la otra de que sus primeros pobladores eran de apellido Muñoz.

## Geografía física
De acuerdo con los datos del INEC el corregimiento posee un área de 33,1 km².

## Demografía
De acuerdo con el censo del año 2023, el corregimiento tenía una población de unos 400 habitantes. La densidad poblacional era de 13,4 habitantes por km². 